# Mellicta seminigra
Mellicta seminigra är en fjärilsart som beskrevs av Nitsche 1918. Mellicta seminigra ingår i släktet Mellicta och familjen praktfjärilar. Inga underarter finns listade i Catalogue of Life.